# Капелла Святого Иакова (Братислава)
Капелла святого Иакова (словац. Kaplnka sv. Jakuba) – католическая руинизированная готическая капелла и сохранившийся оссуарий, находящийся в  Старом городе Братиславы, Словакия. Капелла святого Иакова была обнаружена в 1994 году. Руины капеллы святого Иакова являются самым старым религиозным сооружением средневековой архитектуры в Братиславе. В настоящее время капелла святого Иакова обнесена стеклянным павильоном, построенным в 1995 году и недоступна для публичного посещения; экскурсии проводятся только дважды в год в течение четырёх часов с максимальной посещаемостью около 900 человек. 

## История
Капелла святого Иакова была построена в 1436 году на территории кладбища, находившегося вне городских стен Братиславы.  Недалеко от капеллы святого Иакова находилась приходская церковь святого Лаврентия, которая была возведена в пригороде Братиславы на рубеже XI – XII веков.  Сегодня очертания фундамента церкви святого Лаврентия схематически обозначены булыжником более тёмного цвета. Первоначально капелла святого Иакова была построена в романском стиле, позднее она была перестроена в готическом стиле. 
При археологических раскопках на разных уровнях были обнаружены остатки ранней дороманской ротонды, романский оссуарий святого Иакова церкви святого Лаврентия, руины романской капеллы с более поздним оссуарием и руины поздней готической перестройки капеллы святого Иакова. Ротонда, находящаяся на уровне 3,5 – 4 метра, была определена датой  около 1100 года. Ротонда была снесена при строительстве  базилики святого Лаврентия и на её месте был сооружён романский оссуарий, названный в честь святого Иакова. В 1436 году часть романского оссуария была снесена и на её месте была построена  романская капелла святого Иакова;  часть романского оссуария сохранилась в подвале этой капеллы. Позднее романская капелла святого Иакова пострадала из-за строительных недостатков и была перестроена в готическом стиле. Эти руины сохранились до нашего времени. 
Церковь святого Лаврентия и капелла святого Иакова были снесены в 1529 году в качестве упреждающей меры от возможной осады Братиславы войсками  Османской империи. Кладбище продолжало действовать до 1747 года.  
Остатки небольшого средневекового церковного здания были обнаружены при строительных работах  в 1994 году. С 1994 по 1996 года здесь проводились археологические раскопки. В 1995 году вход в капеллу святого Иакова был обнесен стеклянным павильоном. Капелла святого Иакова является филиалом Братиславского городского музея. В настоящее время  капелла святого Иакова недоступна для публичных экскурсий; её посещение ограничено четырьмя часами дважды в год на праздники, посвящённые святому апостолу Иакова. 